# Carioca (film)
Carioca (Flying Down to Rio) è un film del 1933 diretto da Thornton Freeland.
Questo film, che ha per protagonisti Dolores del Río e Gene Raymond, segna la prima apparizione sullo schermo della coppia di ballerini Fred Astaire & Ginger Rogers, che, sempre in coppia, saranno poi protagonisti di altre nove pellicole di grande successo.

## Trama
Roger Bond è un giovane americano squattrinato che si accinge a partire per il Brasile con l'amico Fred Ayres. I due, insieme alla loro orchestra, inaugureranno un grande albergo a Rio de Janeiro. Roger, che è pilota e viaggia sul suo piccolo aereo privato, prima della partenza è colpito da una bellissima ragazza sudamericana. A causa di un contrattempo, i voli per Rio sono sospesi. La giovane brasiliana, impaziente di rivedere il padre che l'attende a casa, accetta un passaggio sull'aereo di Roger.
Ma, a un certo punto del viaggio, l'aereo è costretto ad atterrare. I due sono soli nella notte. Roger fa capire alla sua passeggera che lei non gli è indifferente. La mattina dopo, i due si rendono conto di essere atterrati a Cuba, vicino all'aeroporto. La ragazza, allora, pianta in asso Roger e prende l'aereo di linea per Rio. Arrivato in Brasile, il giovane incontra Júlio Ribeiro, suo grande amico, e gli racconta di essersi pazzamente innamorato di una bella sconosciuta di cui ha, ormai, perso le tracce. Julio gli dà dei consigli e poi gli confida di essere anche lui innamoratissimo e sul punto di sposarsi con Belinha de Rezende, una ricca ereditiera.
Naturalmente, Belinha non è altri che la ragazza portata in volo da Roger. Quando scopre la sua vera identità, Roger accetta a malincuore la decisione della fanciulla di cui si è innamorato di restare fedele alla promessa di matrimonio data a Julio da suo padre. Cerca anzi di convincerla a scegliere lui, ma deve vedersela anche con il rimorso che prova, perché sta cercando di rubare la fidanzata al suo migliore amico.

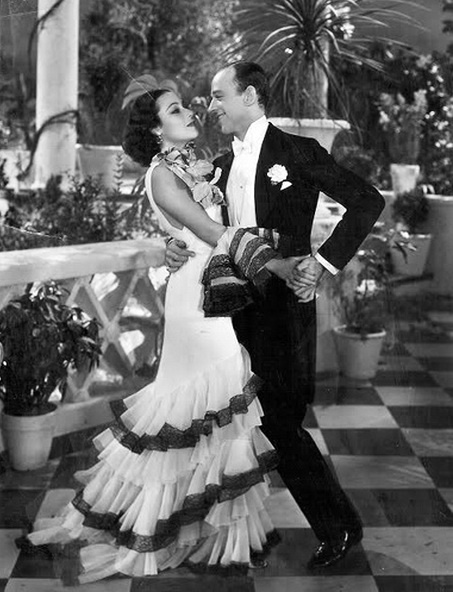
Dolores Del Río danza con Fred Astaire in una scena del film

Fred, che cerca di aiutare Roger con scarso successo (avendo tentato di contattare Belinha, viene scaraventato in strada da due buttafuori dalla sala dove la ragazza si trova con una zia, chaperon severissimo e inflessibile), passa la serata insieme a Honey Hale, una delle ballerine. Assistendo allo spettacolo offerto al ristorante dove cenano, vengono coinvolti dall'entusiastica esibizione di una danza locale, la "Carioca", suonata, cantata e ballata in un crescendo parossistico che li contagia.
Intanto, l'inaugurazione dell'albergo incontra difficoltà impreviste: un gruppo di loschi individui, legati a un'organizzazione che controlla le case da gioco, vuol mettere le mani sulla struttura e minaccia il proprietario. Con un cavillo legale, le prove dell'orchestra vengono bloccate e la polizia si mette a controllare gli orchestrali per impedir loro di suonare. Roger, Fred e Honey trovano un escamotage per riuscire a far debuttare comunque lo spettacolo: usando gli aerei del vicino aeroporto, vi piazzano sopra, ancorate con le cinture, le ragazze del corpo di ballo che, in evoluzione sopra la testa dei clienti, si produrranno in un grande spettacolo coreografico, mentre gli orchestrali, entrati di soppiatto insieme ai loro strumenti sulle terrazze dell'hotel, suoneranno da terra.
Lo show riscuote un grandissimo successo. Non solo, anche i ricattatori vengono arrestati. Compiuta la loro missione (l'inaugurazione dell'albergo) gli americani si accingono a ritornarsene a casa. Sull'aereo su cui sale Roger, giunge anche la coppia formata da Julio e Belinha. Julio ha convinto la fidanzata a scappare di casa per sposarlo subito, senza aspettare la cerimonia che dovrebbe coinvolgere anche le loro famiglie. A bordo, il brasiliano chiede al pilota se è abilitato, come il capitano di una nave, a officiare matrimoni. Alla sua risposta affermativa, Julio, che si è reso conto di essere lui il terzo incomodo tra i due innamorati, porta Belinha davanti a Roger e dichiara che gli sposi sono loro due. Poi, si butta giù dall'aereo con il paracadute.

## Produzione
Il soggetto di Lou Brock prende spunto da un testo teatrale dello stesso Brock e di Anne Caldwell, il cui copyright venne registrato il 18 maggio 1933 senza venire mai pubblicato.
Thornton Freeland firma la regia ma, non accreditati, furono numerosi gli assistenti e aiuto registi che presero parte alle riprese del film. Il produttore Lou Brock girò alcune scene aggiunte in collaborazione con gli assistenti Harry D'Arcy e Bert Gilroy; Mark Sandrich fu regista della seconda unità mentre a Ben Holmes fu affidata la regia della terza unità. Come assistenti registi, furono impiegati anche Edward Killy, Ray Lissner e Wallace MacDonald.
Le riprese del film, prodotto dalla RKO, durarono dal 23 agosto al 6 ottobre e poi da fine ottobre al 7 novembre 1933.

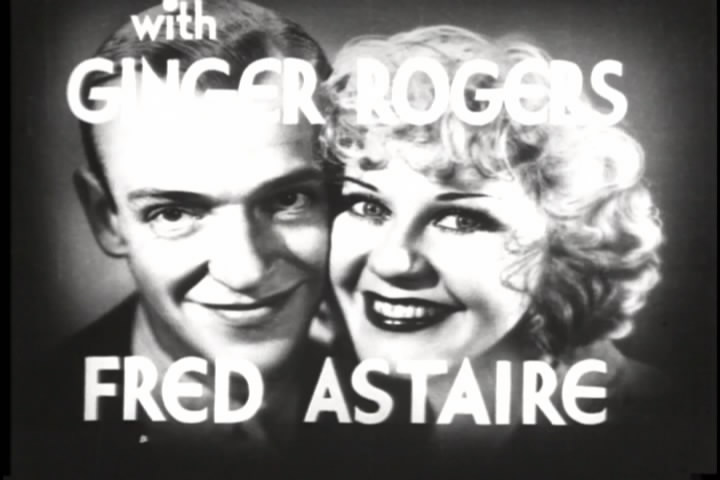
Fred Astaire e Ginger Rogers

## Distribuzione
Il copyright del film, richiesto dalla RKO Radio Pictures, Inc., fu registrato il 29 dicembre 1933 con il numero LP4408.
Distribuito dalla RKO Radio Pictures (con il nome A Radio Picture), il film fu presentato in prima a New York il 22 dicembre, uscendo poi nelle sale statunitensi il 29 dicembre 1933. In Italia, fu distribuito il 9 giugno 1934.

### Data di uscita
IMDb
- USA	22 dicembre 1933	 (New York City, New York)
- USA	29 dicembre 1933
- Turchia	1934
- Francia	27 aprile 1934
- Giappone	24 maggio 1934
- Italia	9 giugno 1934
- Danimarca	6 agosto 1934
- Finlandia	16 settembre 1934
- Portogallo	22 ottobre 1935
- Svezia	11 maggio 1942	 (riedizione)

Alias
- Flying Down to Rio	USA (titolo originale)
- Carioca	Austria / Danimarca / Finlandia / Francia / Grecia / Italia
- Karioka	Polonia
- Karyoka	Turchia (titolo Turco)
- Voando Para o Rio	Brasile
- Voando Para o Rio de Janeiro	Portogallo
- Volando hacia Río de Janeiro	Spagna
- Volant cap a Río de Janeiro	Spagna (titolo in Catalano)